# Fabienne Meyer
Fabienne Meyer (Langenthal, 28 novembre 1981) è una bobbista svizzera.

## Palmarès

### Europei
- 1 medaglie:
  - 1 oro (bob a due a Schönau am Königssee 2014);
  - 1 bronzo (bob a due ad Altenberg 2012).

### Mondiali juniores
- 1 medaglia:
  - 1 oro (bob a due ad Igls 2008).

### Coppa del Mondo
- Miglior piazzamento in classifica generale nel bob a due: 4ª nel 2011/12;
- 8 podi (nel bob a due):
  - 1 vittoria;
  - 2 secondi posti;
  - 5 terzi posti.

#### Coppa del Mondo - vittorie
| Data            | Luogo                | Paese    | Disciplina            |
| --------------- | -------------------- | -------- | --------------------- |
| 26 gennaio 2014 | Schönau am Königssee | Germania | a due con Tanja Mayer |